# Luis Cesar Fraiz
Luis Cesar Fraiz Santamaría (Panama, 13 giugno 1993) è un ex calciatore panamense, di ruolo difensore.

## Carriera
Debutta nel campionato panamense con l'Árabe Unido giocando 57 partite in due stagioni. Prende parte anche a 5 incontri della CONCACAF Champions League.
Nel 2014 si trasferisce in prestito alla società italiana del Frosinone.
Il 31 maggio 2015, in seguito alla prima storica promozione in Serie A del club laziale, diventa cittadino onorario di Frosinone insieme al resto della squadra.